# Залучені сили сторін у російсько-українській війні (з 2014)
Звіти та оцінки щодо чисельності військових угруповань, залучених до операцій російсько-української війни, або розгорнутих у безпосередній близькості до зони бойових дій.

### Сили сторін
Загалом збройні сили Росії налічують близько 1,9 млн осіб, у тому числі близько 900 000 військовослужбовців; близько 3300 танків, 13 000 бойових броньованих машин різних типів, 5700 артилерійських систем, більше 1000 бойових літаків, 400 бойових гелікоптерів, потужні сили флотів і ядерну зброю. Ще тисячі одиниць бронетехніки переважно радянських часів (тільки танків до 20 000) знаходяться на базах зберігання і для використання потребують відновлення.
З початком війни безпосередньо на кордонах з Україною і на окупованих територіях Росія зосередила близько 90 000 своїх військових (зокрема, до 32 000 в Криму і до 35 000 на Донбасі), 1100 танків, 2500 бойових броньованих машин, 1600 артилерійських і реактивних систем, 340 бойових літаків і 240 бойових гелікоптерів.
Україна на початок війни мала 120—130 000 погано вмотивованих військовослужбовців (в.о. міністра оборони у лютому 2014 назвав цифру у 5000 реально боєздатних військовослужбовців), близько 1200 танків, 3000 бойових броньованих машин різних типів, 2000 артилерійських систем, 231 бойовий літак, 35 бойових гелікоптерів.
Протягом 2014 року Україна змогла наростити чисельність військовослужбовці до майже 200 000 осіб, але збільшити кількість техніки і відновити її втрати початкового періоду не вдалося. Внаслідок бойових дій і підривів на складах значно скоротилися і запаси боєприпасів.
До проведення АТО та ООС Україна окрім бійців ЗСУ залучала також співробітників МВС, ДПС, СБУ, інших силових структур. Так само і з боку Росії були задіяні силовики низки структур, зокрема, ФСБ РФ.
| Період  | Росія | Росія | Росія                                                                   | Росія                                             | Росія                   | Україна | Україна                                                   | Джерело     |
| ------- | --- | --- | ----------------------------------------------------------------------- | ------------------------------------------------- | ----------------------- | --- | --------------------------------------------------------- | ----------- |
| Період  | Загалом | у тому числі біля кордонів з Україною                                                                                        | у тому числі у Криму                                                    | у тому числі на Донбасі                           | у тому числі на Донбасі | Загалом | у тому числі зона АТО/ООС                                 | Джерело     |
| Період  | Загалом | у тому числі біля кордонів з Україною                                                                                        | у тому числі у Криму                                                    | Всього                                            | З них в/с ЗС РФ         | Загалом | у тому числі зона АТО/ООС                                 | Джерело     |
| 12.2012 | 771 462 (в/с) | | ЧФ РФ                                                                   |                                                   |                         | 184 000 (у тому числі в/с 139 000) |                                                           | [ 1 ]       |
| 12.2013 | | | ЧФ РФ                                                                   |                                                   |                         | 165 500 (у тому числі в/с 120 900) |                                                           | [ 2 ]       |
| 02.2014 | 1 885 000 (у тому числі в/с 845 000 -1 012 000), 2 750 танків, 17 360 ББМ, 5 837 артсистем; 1 293 бойові літаки, 392 бойові гелікоптери, ядерна зброя; військовий бюджет 68,2 млрд.дол. | 38 000 о/с; 761 танк; 2200 ББМ; 720 АС; 130 гелікоптерів; 90 літаків штурмової авіації                                       | 21 500                                                                  | 0                                                 |                         | 130 000 в/с, (в т.ч. Крим – 15 000) 1 268 танків 3 028 ББМ 2 042 артсистеми 231 бойовий літак 35 бойових гелікоптерів; військовий бюджет 2,42 млрд.дол.                  |                                                           | [ 3 ] [ 4 ] |
| 04.2014 | | 33 850 |                                                                         | 2 500                                             |                         | 130 000 в/с | 1 500 (в/с ЗСУ)                                           | [ 5 ]       |
| 05.2014 | | 38 900 |                                                                         | 7 000                                             |                         | |                                                           | [ 5 ]       |
| 06.2014 | | 39 000 |                                                                         | 12 000                                            |                         | |                                                           | [ 5 ]       |
| 07.2014 | | 43 800 |                                                                         | 15 000                                            |                         | |                                                           | [ 5 ]       |
| 08.2014 | | 48 000 |                                                                         | 19 000                                            | 2 000                   | | 40 000 (у тому числі 32 000 в/с ЗСУ) +4 000 — добровольці | [ 5 ]       |
| 09.2014 | | 49 250 |                                                                         | 21 500                                            | 5 500                   | |                                                           | [ 5 ]       |
| 10.2014 | | 49 250 |                                                                         | 29 900                                            | 5 500                   | |                                                           | [ 5 ]       |
| 11.2014 | | 50 400 |                                                                         | 32 430                                            | 6 150                   | |                                                           | [ 5 ]       |
| 12.2014 | | 52 500 |                                                                         | 32 180                                            | 5 900                   | 250 000 (у тому числі в/с 204 000) |                                                           | [ 5 ]       |
| 02.2015 | | 57 820 |                                                                         | 43 957                                            | 13 730                  | |                                                           | [ 6 ]       |
| 06.2015 | | 54 360 |                                                                         | 42 360                                            | 8 960                   | |                                                           | [ 6 ]       |
| 11.2015 | | 49 380 |                                                                         | 41 520                                            | 7 690                   | 250 000 (у тому числі в/с 204 000) |                                                           | [ 6 ]       |
| 12.2016 | 1 885 371 (у тому числі в/с 1 000 000) | |                                                                         |                                                   |                         | 250 000 (у т.ч. в/с 204 000) |                                                           | [ 7 ]       |
| 03.2017 | 1 898 000 (у тому числі в/с 1 014 000) | |                                                                         |                                                   |                         | 255 000 |                                                           |             |
| 12.2017 | 1 903 000 (у тому числі в/с 1 014 000) | |                                                                         |                                                   |                         | 250 000 (у тому числі в/с 204 000) |                                                           | [ 8 ]       |
| 08.2018 | | |                                                                         | 35 500 о/с; 475 танків; 948 ББМ; 762 АС; 208 РСЗВ | 2 100                   | |                                                           | [ 9 ]       |
| 12.2018 | | |                                                                         | 37 100                                            | 2 100                   | |                                                           | [ 10 ]      |
| 2019    | | 20 000 | 30 000                                                                  | 32 000                                            |                         | |                                                           | [ 11 ]      |
| 05.2020 | 1 885 371 (у тому числі в/с 900 000 -1 012 000), 3 300 танків, 13 000 ББМ, 5 689 артсистем 1 021 бойовий літак, 402 бойові гелікоптери, ядерна зброя; військовий бюджет 60,6 млрд.дол.  | Росія + окуповані території: 90 000 о/с 1100 танків; 2500 ББМ; 1600 АС/РС; 340 бойових літаків і 240 бойових гелікоптерів    | 11 500/32 500 о/с; 31 танк; 305 ББМ; 128 АС; 85 літаки; 34 гелікоптери; | 35 000 (20 000 ДНР, 14 000 ЛНР                    | 2 000 – 3 000           | 246 160 (у т.ч. в/с 193 800 – 209 000) 987 танків, 2 743 ББМ, 1 960 артсистем; 125 бойових літаків, 35 бойових гелікоптерів. Військовий бюджет 4,32 млрд.дол.            | 40 094                                                    | [ 12 ]      |
| 02.2022 | 1 885 371 (у тому числі в/с 900 000 -1 012 000), 3 330 танків, 13 760 ББМ, 5 689 артсистем 1 380 бойових літаків, 960 гелікоптерів, ядерна зброя; військовий бюджет 57 млрд.дол.        | Росія + окуповані території: 140 000 о/с 1 200 танків; 2 900 ББМ; 1600 АС/РС; 330 бойових літаків і 240 бойових гелікоптерів |                                                                         |                                                   |                         | 246 160 (у тому числі в/с 209 000) 858 танків (ще 1132 на зберіганні), 2 743 ББМ, 1 818 артсистем; 125 бойових літаків, 59 гелікоптерів. Військовий бюджет 4,3 млрд.дол. |                                                           | [ 13 ]      |

- ББМ — бойові броньовані машини
- в/с — військовослужбовці
- АС — артилерійські системи
- РС/РСЗВ — реактивні системи залпового вогню

### 2014
ЗС України в Криму: 20,000 (лютий 2014).
ЗС Росії в Криму: 30,000 (лютий 2014).
Сили АТО на Донбасі (липень 2014): 26,000
Проросійські збройні угрупування на Донбасі (липень 2014): 20,000
Сили АТО на Донбасі (серпень 2014): 50,000
Проросійські збройні угрупування на Донбасі і російська армія (серпень 2014): 35,000